# 18560 Coxeter
18560 Coxeter (1997 EO7) là một tiểu hành tinh vành đai chính được phát hiện ngày 7 tháng 3 năm 1997 bởi P. G. Comba ở Prescott.